# Laxou
Laxou est une commune française située dans le département de Meurthe-et-Moselle, en région Grand Est.

## Géographie

### Localisation
Laxou se situe dans l’agglomération ouest de Nancy, dans le Nord-Est de la France. Avec près de 16 km2, c’est une des communes les plus étendues de l’agglomération, les deux tiers de son territoire étant couverts par la forêt de Haye. La cité est située au pied de la côte de Buthegnémont, à gauche de la route de Nancy à Toul.
Laxou partage une frontière urbaine avec Maxéville au nord puis en tournant dans le sens horaire : Nancy et Villers-lès-Nancy, elle est ensuite limitrophe avec Maron, Velaine-en-Haye et Champigneulles dans la forêt de Haye.
En 2021, c’est la quatrième ville de l’agglomération en population, derrière Nancy, Vandœuvre et Villers-lès-Nancy.

### Communes limitrophes
| Velaine-en-Haye | Maxéville         | Nancy             |
| Forêt de Haye   | Laxou             | Nancy             |
| Maron           | Villers-lès-Nancy | Villers-lès-Nancy |

### Voies de communication et transports

#### Transports en commun
Laxou est reliée au Grand Nancy grâce aux lignes du réseau de transport de l'agglomération nancéienne appelé Réseau Stan :
- Tempo 2 : Laxou Sapinière - Laneuveville Centre
- Tempo 3 : Villers Campus Sciences - Seichamps Haie Cerlin
- Tempo 4 : Laxou Champ-le-Bœuf - Houdemont Porte Sud
- Ligne Corol : ligne circulaire desservant Vandœuvre, Jarville, Nancy, Laxou, Villers
- Ligne 16 : Villers Clairlieu - Malzéville / Malzéville Margeville / Malzéville Pixerécourt
- Ligne 63 (scolaire) : Laxou Jet d'Eau - Laxou Collège V.-Prouvé
- Résago 1 (service de transport à la demande)

### Hydrographie
La commune est dans le bassin versant du Rhin au sein du bassin Rhin-Meuse. Elle n'est drainée par aucun cours d'eau,.

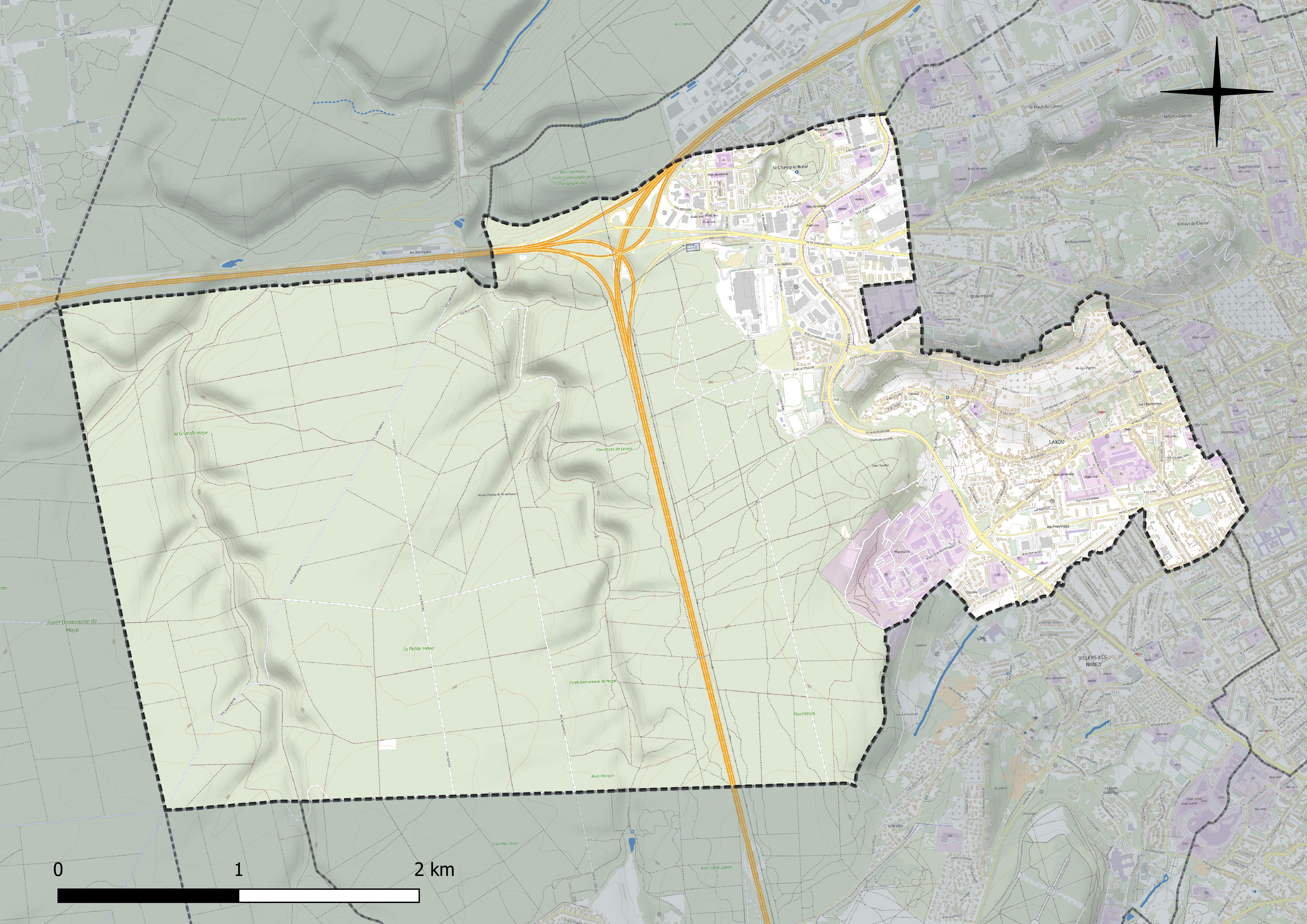
Réseau hydrographique de Laxou.

### Climat
Pour des articles plus généraux, voir Climat du Grand Est et Climat de Meurthe-et-Moselle.
En 2010, le climat de la commune est de type climat des marges montargnardes, selon une étude du Centre national de la recherche scientifique s'appuyant sur une série de données couvrant la période 1971-2000. En 2020, Météo-France publie une typologie des climats de la France métropolitaine dans laquelle la commune est exposée à un climat semi-continental et est dans la région climatique  Lorraine, plateau de Langres, Morvan, caractérisée par un hiver rude (1,5 °C), des vents modérés et des brouillards fréquents en automne et hiver. 
Pour la période 1971-2000, la température annuelle moyenne est de 10 °C, avec une amplitude thermique annuelle de 16,8 °C. Le cumul annuel moyen de précipitations est de 819 mm, avec 12,6 jours de précipitations en janvier et 9,2 jours en juillet. Pour la période 1991-2020, la température moyenne annuelle observée sur la station météorologique de Météo-France la plus proche, « Nancy-Essey », sur la commune de Tomblaine à 5 km à vol d'oiseau, est de 11,0 °C et le cumul annuel moyen de précipitations est de 746,3 mm. 
La température maximale relevée sur cette station est de 40,1 °C, atteinte le 24 juillet 2019 ; la température minimale est de −24,8 °C, atteinte le 21 février 1956,,. 
| Mois                                  | jan.             | fév.             | mars             | avril           | mai             | juin           | jui.          | août           | sep.            | oct.            | nov.             | déc.             | année      |
| ------------------------------------- | ---------------- | ---------------- | ---------------- | --------------- | --------------- | -------------- | ------------- | -------------- | --------------- | --------------- | ---------------- | ---------------- | ---------- |
| Température minimale moyenne (°C)     | −0,2             | 0                | 2,1              | 4,5             | 8,7             | 12,2           | 14,2          | 13,9           | 10,2            | 7,1             | 3,4              | 1                | 6,4        |
| Température moyenne (°C)              | 2,6              | 3,5              | 6,9              | 10,2            | 14,2            | 17,9           | 20            | 19,6           | 15,6            | 11,3            | 6,4              | 3,5              | 11         |
| Température maximale moyenne (°C)     | 5,4              | 7,1              | 11,6             | 15,8            | 19,8            | 23,5           | 25,8          | 25,4           | 20,9            | 15,5            | 9,4              | 6                | 15,5       |
| Record de froid (°C) date du record   | −21,6 13.01.1968 | −24,8 21.02.1956 | −15,9 04.03.1965 | −6,8 02.04.1958 | −4,2 03.05.1960 | 1,6 05.06.1953 | 2 01.07.1962  | 2,8 26.08.1966 | −1,3 24.09.1948 | −7,9 27.10.1950 | −12,7 23.11.1998 | −21,3 30.12.1939 | −24,8 1956 |
| Record de chaleur (°C) date du record | 16,8 05.01.1999  | 20,8 27.02.19    | 26 31.03.21      | 29,3 18.04.1949 | 33 28.05.17     | 37,2 26.06.19  | 40,1 24.07.19 | 39,3 08.08.03  | 34,4 15.09.20   | 27,6 13.10.23   | 22,7 02.11.20    | 18,5 16.12.1989  | 40,1 2019  |
| Ensoleillement (h)                    | 524              | 801              | 1 396            | 1 812           | 2 056           | 2 235          | 2 348         | 2 194          | 1 719           | 1 046           | 521              | 432              | 17 083     |
| Précipitations (mm)                   | 64,4             | 54,8             | 54,1             | 44,3            | 67,9            | 56             | 63            | 67,2           | 61,1            | 66,5            | 68,9             | 78,1             | 746,3      |

| Diagramme climatique                                  |          |             |             |             |            |            |              |              |             |            |        |
| J                                                     | F        | M           | A           | M           | J          | J          | A            | S            | O           | N          | D      |
| 5,4−0,264,4                                           | 7,1054,8 | 11,62,154,1 | 15,84,544,3 | 19,88,767,9 | 23,512,256 | 25,814,263 | 25,413,967,2 | 20,910,261,1 | 15,57,166,5 | 9,43,468,9 | 6178,1 |
| Moyennes : • Temp. maxi et mini °C • Précipitation mm |          |             |             |             |            |            |              |              |             |            |        |

Les paramètres climatiques de la commune ont été estimés pour le milieu du siècle (2041-2070) selon différents scénarios d'émission de gaz à effet de serre à partir des nouvelles projections climatiques de référence DRIAS-2020. Ils sont consultables sur un site dédié publié par Météo-France en novembre 2022.

## Urbanisme

### Typologie
Au 1er janvier 2024, Laxou est catégorisée grand centre urbain, selon la nouvelle grille communale de densité à sept niveaux définie par l'Insee en 2022.
Elle appartient à l'unité urbaine de Nancy, une agglomération intra-départementale regroupant 28  communes, dont elle est une commune de la banlieue,,. Par ailleurs la commune fait partie de l'aire d'attraction de Nancy, dont elle est une commune du pôle principal,. Cette aire, qui regroupe 353 communes, est catégorisée dans les aires de 200 000 à moins de 700 000 habitants,.

### Occupation des sols
L'occupation des sols de la commune, telle qu'elle ressort de la base de données européenne d’occupation biophysique des sols Corine Land Cover (CLC), est marquée par l'importance des forêts et milieux semi-naturels (72,5 % en 2018), une proportion identique à celle de 1990 (72,5 %). La répartition détaillée en 2018 est la suivante : forêts (72,5 %), zones urbanisées (15,6 %), zones industrielles ou commerciales et réseaux de communication (11,8 %), cultures permanentes (0,2 %). L'évolution de l’occupation des sols de la commune et de ses infrastructures peut être observée sur les différentes représentations cartographiques du territoire : la carte de Cassini (XVIIIe siècle), la carte d'état-major (1820-1866) et les cartes ou photos aériennes de l'IGN pour la période actuelle (1950 à aujourd'hui).

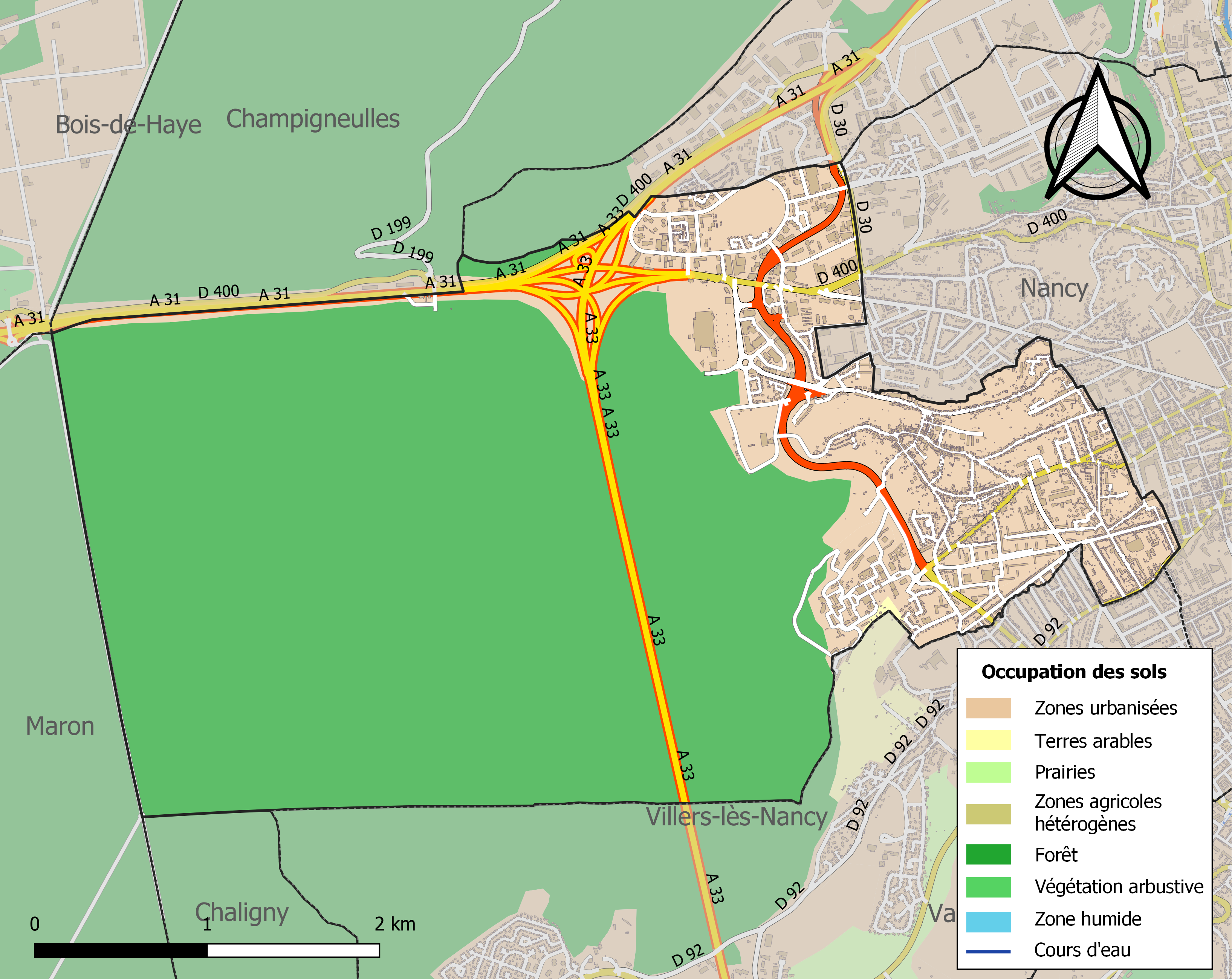
Carte des infrastructures et de l'occupation des sols de la commune en 2018 (CLC).

### Morphologie urbaine

#### Le village

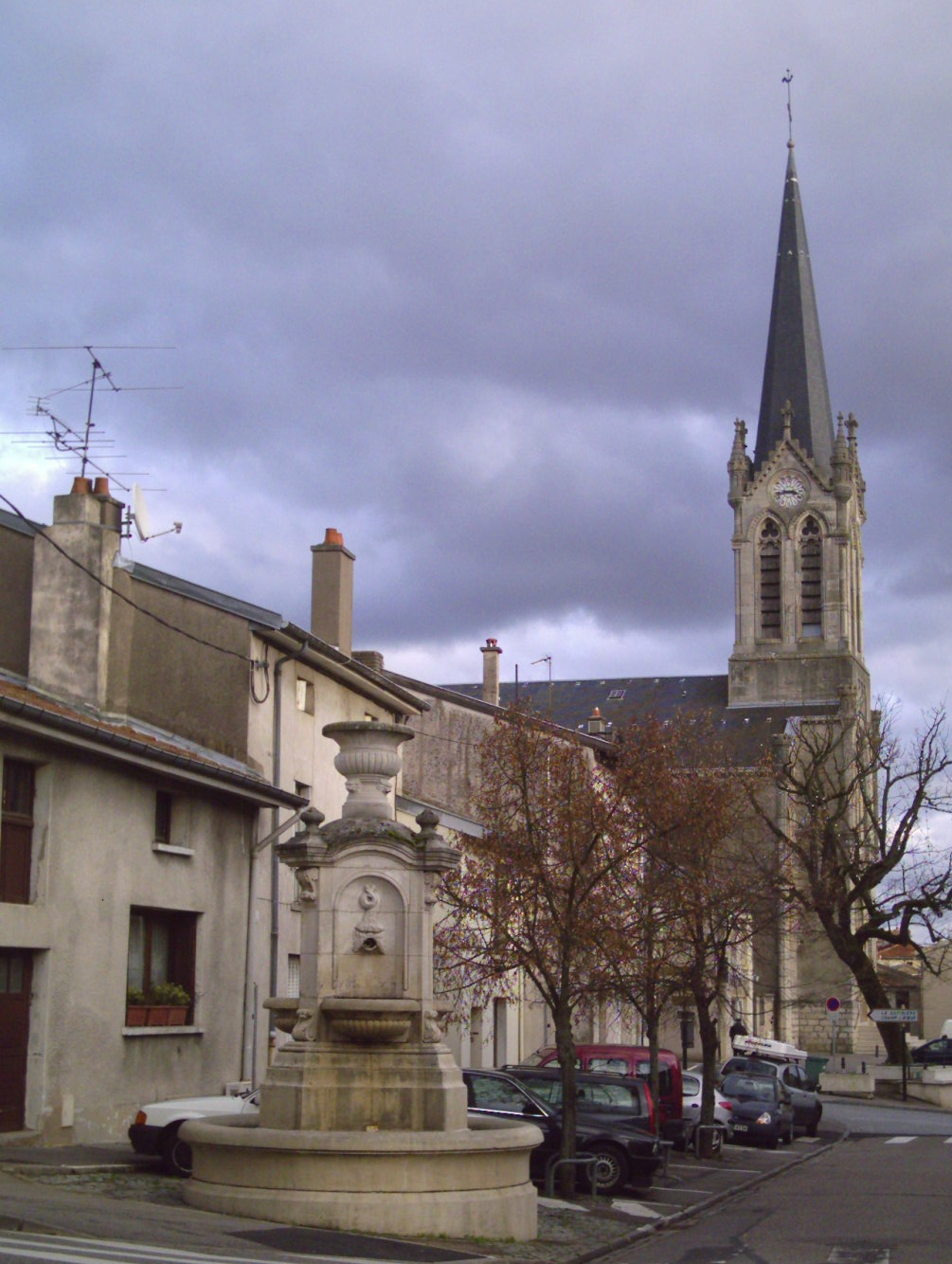
L'église Saint-Genès.

Situé dans une ancienne vallée viticole, c’est le cœur historique de Laxou. Nichées à flanc de coteau autour de l’église, les maisons de vignerons rappellent la vocation rurale de la bourgade.
L’architecture est donc marquée par un habitat ancien qui délimite une succession d’espaces différents ; des rues étroites et tortueuses joignent des petites places.
On y trouve de nombreux sentiers qui serpentent entre les jardins, et des monuments anciens comme les fontaines, la croix de chemin…

#### Zola-Sainte-Anne
Accueillant l’hôtel de ville et la Poste, il s’est développé à partir du début du XXe siècle autour des terrains d’une ancienne chartreuse.
Il est le prolongement naturel du quartier Poincaré-Foch-Anatole France de la ville de Nancy, avec lequel il présente une véritable unité architecturale, marquée par l’influence Art nouveau de l’École de Nancy.

#### Les Provinces
Les Provinces ont été construites entre 1955 et 1960, dans une plaine au Sud du village historique. Bâti sur d’anciennes terres agricoles, ce quartier fait une superficie d’une trentaine d’hectares, avec de nombreux bâtiments typiques de l’urbanisme des années 1950. Cette ZUP a été créée en 1959 par l'architecte-urbaniste Jean-Louis Fayeton.
L’ex-église Saint-Paul, construite en 1963, est devenue l’espace Europe, une salle qui accueille des spectacles, des conférences, des projections cinématographiques…

#### Champ-le-Bœuf
Le nom de ce quartier vient d’une ancienne ferme du fief de la famille Montbois. Il s’étend sur le plateau au nord, entre l’avenue de la Résistance et l’autoroute A31. Il se poursuit sur la commune de Maxéville.
C’est un urbanisme des années 1970. On y trouve l’église Saint-Jean-le-Baptiste.

#### Le Plateau
Situé au sud de l’avenue de la Résistance, à la limite de la forêt de Haye. On y trouve une zone commerciale, des quartiers d’habitations pavillonnaires récents, une zone de loisirs.
La zone commerciale de la Sapinière, où est installé l'hypermarché Auchan depuis septembre 1986, est très fréquentée par les habitants de l’Ouest nancéien. La quasi-totalité des concessions automobiles y sont rassemblées, faisant de Laxou le pôle automobile de l’agglomération.

#### Forêt de Haye
La forêt de Haye est un massif forestier d'environ 10 000 ha, dont plus de 10 % sont situés sur le territoire communal de Laxou. Elle y est coupée par l’échangeur autoroutier A31 - A33 qui conduit à l’avenue de la Résistance menant à Nancy.
L’exploitation forestière a été une ressource importante de la commune, et la forêt est également appréciée des randonneurs.
| 1806 | 1817 | 1858 |
| ---- | ---- | ---- |
| 190  | 202  | 200  |

#### Maréville

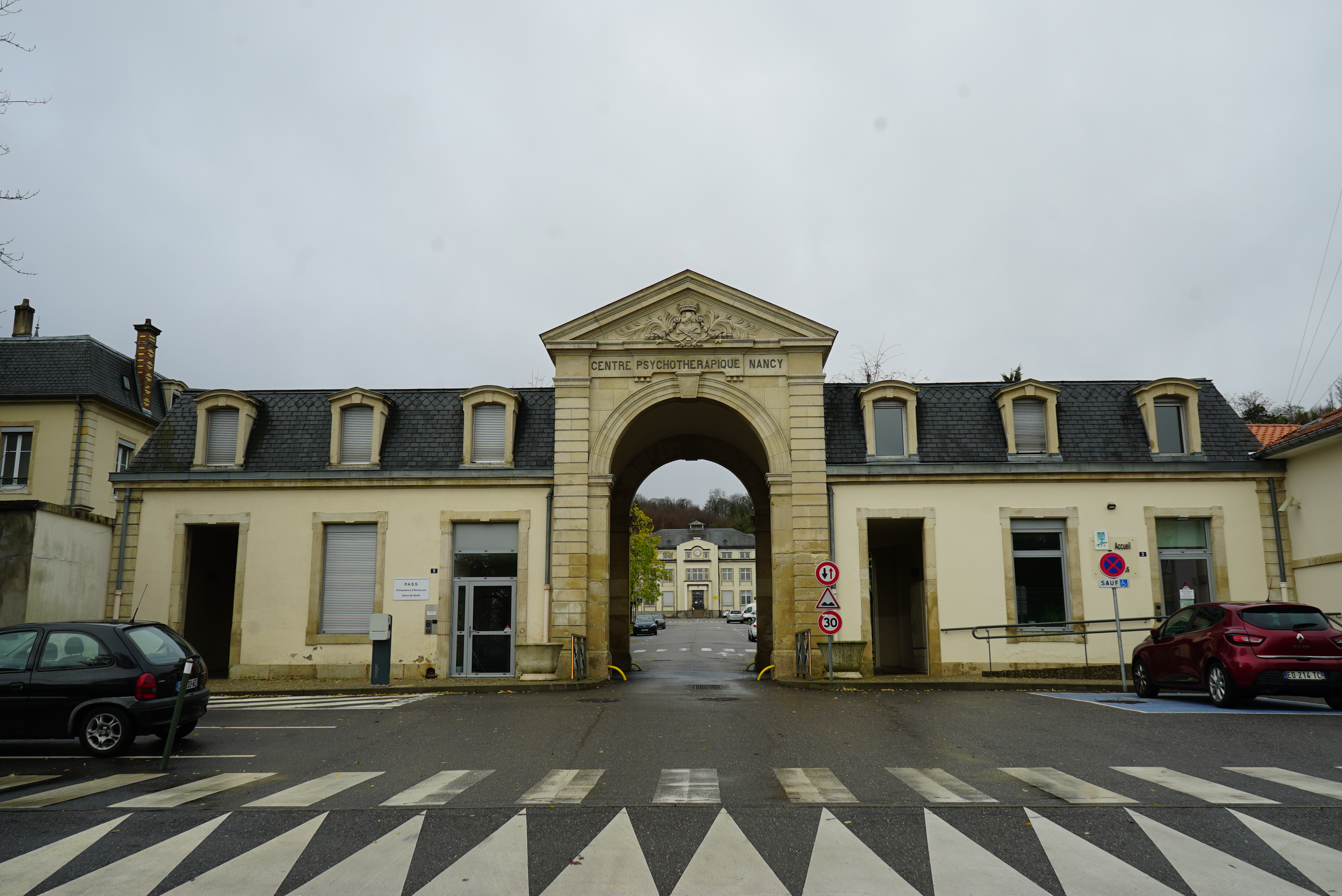
Porterie.
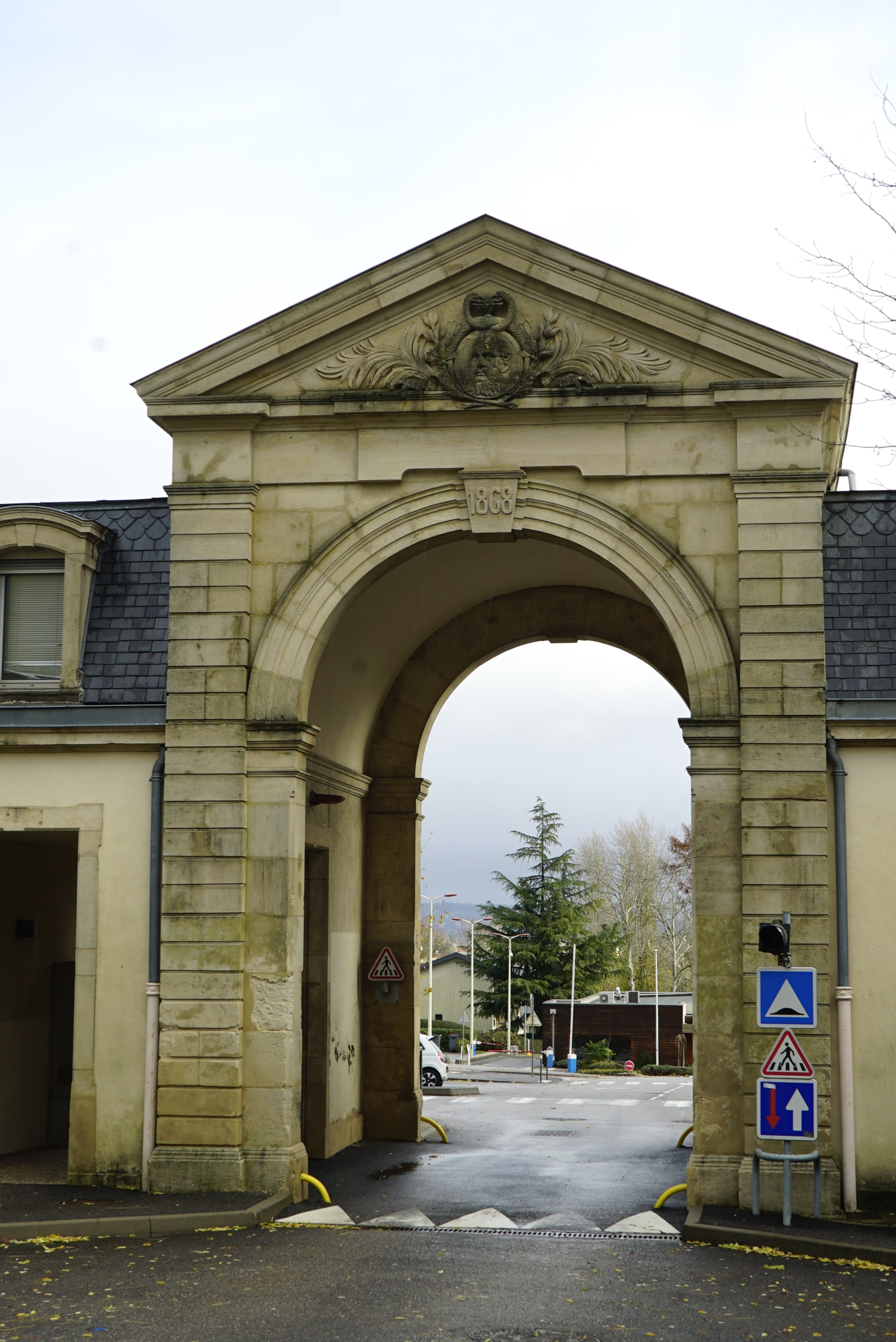
et son médaillon intérieur.
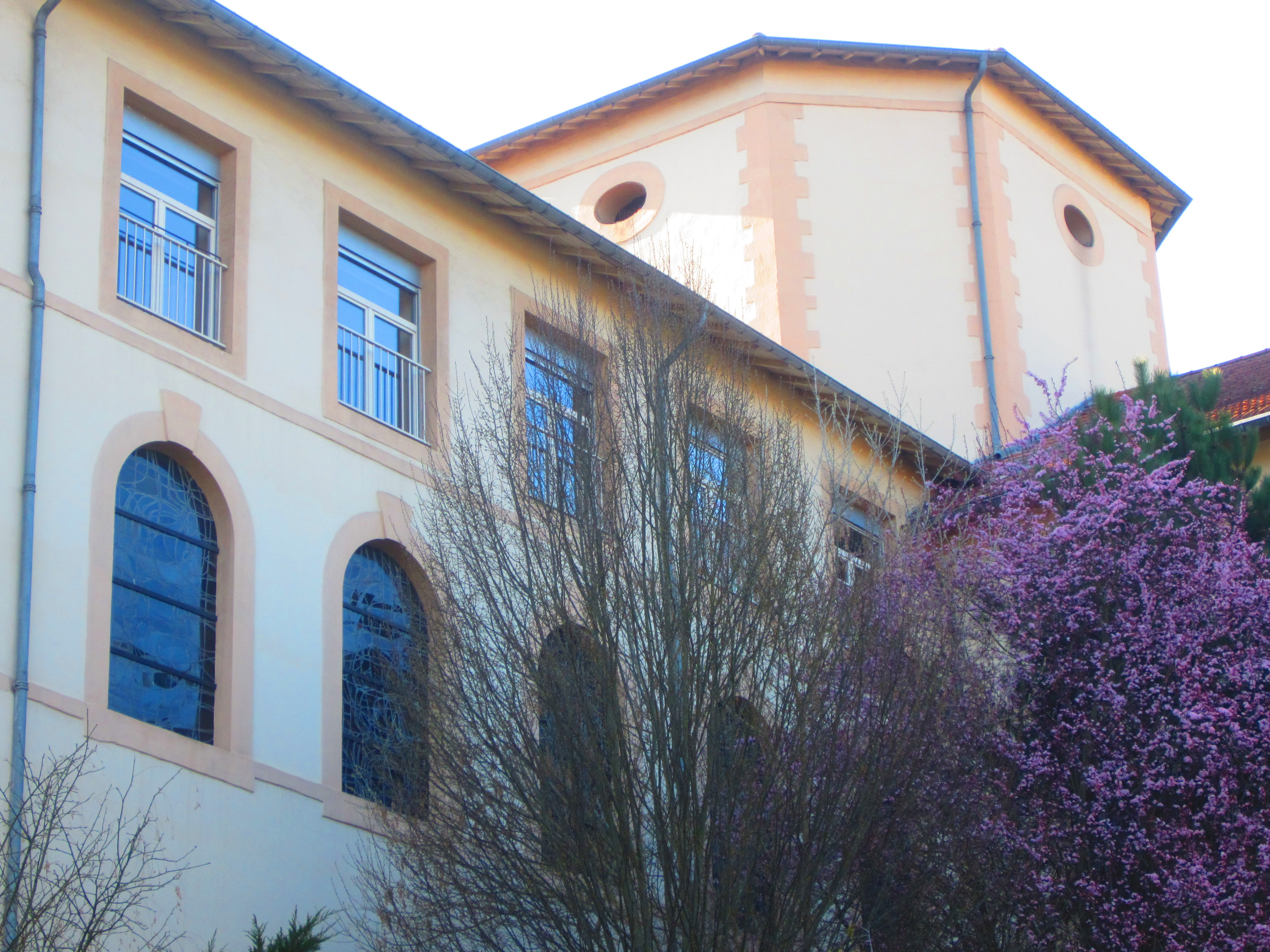
Extérieur de la chapelle de Maréville.

Maréville est situé au sud-ouest de la commune, sur une trentaine d'hectares entre le village, la forêt de Haye et la commune de Villers-lès-Nancy, il accueille le centre psychothérapique de Nancy-Laxou.
On trouvait autrefois sur le territoire proche de la commune de Villers-les-Nancy une prairie, le clos de Lanné, qui formait une avancée dans la forêt. À partir de 1315, cet enclos contient des baraquements en bois qui servaient à maintenir en quarantaine les Nancéiens touchés par la peste. Ils y attendaient, quasiment privés de soins, la mort ou une hypothétique guérison spontanée.
Au XVIe siècle, une briqueterie s'installe dans le clos de Lanné, bientôt accompagnées d'une tuilerie et d'un moulin. Ces bâtiments seront détruits à la suite du siège des Français de 1633.
En 1597, Anne Fériet, veuve du seigneur de Novéant-sur-Moselle, lègue une partie de sa fortune à la fondation au lieu dit de Maréville sur le territoire de Laxou d'un hôpital pour pestiférés. Elle assiste en 1602 à la consécration de la chapelle de la Sainte-Trinité-de-Sainte-Anne. Quand elle décède, en 1604, l'hôpital occupe une superficie de 27 000 m2. Il sera très actif pendant la première partie du XVIIe siècle, puis les cas de peste devenant de plus en plus rare et les ressources venant à manquer, il périclitera progressivement.
En 1716, les bâtiments, qui menaçaient ruines, sont convertis par le duc Léopold en maison de correction : la Renfermerie. Le duc décida rapidement d'y adjoindre une manufacture de bas. Elle emploiera une centaine de personnes, prisonniers de la Renfermerie ou indigents. La manufacture, concurrencée par des fabriques nancéiennes, cessa son activité en 1745.
En 1749, Maréville et la rente d'Anne Fériet sont cédés aux frères des écoles chrétiennes, à la condition qu'ils remettent l'institution en l'état et qu'ils s'engagent à interner, contre paiement d'une pension, tous les sujets que le duc leur adressera par lettre de cachet. Outre ces personnes, ainsi que des jeunes en correction, Maréville devient un noviciat, accueille des pensionnaires libres et de plus en plus d'aliénés. L'établissement, rapidement prospère, s'agrandit dans les années qui suivent. En 1790, les détenus par lettre de cachet sont libérés et le noviciat est dissous. Seul subsiste l'asile d'aliénés. Dans la nuit du 21 au 22 février 1794, un incendie détruit une grande partie de l'établissement et ses archives.
Intégré à la commune de Laxou pendant la Révolution française, il reprend progressivement son rôle d'asile pour aliénés et accueille des malades venant de tous les départements voisins, pour atteindre 500 pensionnaires en 1814. En 1818, la gestion est confiée à la congrégation des sœurs de Saint-Charles. En 1838, il devient l'hôpital départemental des Aliénés suivant la loi du 30 juin 1838 sur l'enfermement des aliénés. En 1879, Maréville est le plus important asile de France. C'est en 1949 qu'il prend le nom de centre psychothérapique et devient un établissement public de santé le 30 octobre 1970.
La porterie de l’hôpital de Maréville date de 1868. La chapelle Saint-Roch abrite un orgue dont le facteur n’est pas connu, équipé d’un buffet XVIIIe siècle. Les grilles de la clôture liturgique, réalisées par Jean Lamour, sont classées aux monuments historiques depuis 1993.

## Toponymie
Au fil des siècles, la cité s’est appelée : Larzuls (1127-1168), Larczos (1182), Larceozs (1190), Laccos (1193), Larzous (1214), Larçous (1227), Larsour (1258), Larsouz (1289), Laixous (1420), Laxolo (1513), Laxour (1526), Laisous, Laysou (1636), Laixou (1557), parfois écrit Lassou sur la carte de Cassini. En 1793, le village était connu avec son nom actuel de Laxou.

Son nom semble provenir de la tribu des Lexovii qui fondèrent également Lisieux, laissant derrière eux quelques places-fortes comme celle-ci.
Les habitants sont appelés les Laxoviens.

### Toponyme dialectal et prononciation
Le son produit en français moderne par la lettre [x] n'existe pas en lorrain roman. Henri Lepage écrit qu'il faut prononcer Lachou ; Emile Badel est plus catégorique, il dénonce avec virulence la corruption verbale des toponymes lorrains contenant une lettre [x]. Il écrit : « on doit prononcer Lâchou, Machéville, Cheuilley, Chures, Bouchières, Chermaménil etc. » (Laxou, Maxéville, Xeuilley, Xures, Bouxières, Xermaménil). Badel renforce sa démonstration en soulignant que pour Laxou, la lettre [x] n’apparaît que très tardivement, ce qui montre bien que sa présence est artificielle.
Dans la langue locale, le lorrain roman, Laxou se prononce Lâchou. Ces différentes graphies rendent mal la prononciation du XIXe siècle. Tout d'abord la voyelle lorraine [â] est sensiblement plus longue et plus accentuée qu'en français actuel. Ensuite, le phonème lorrain [ch] est fortement expiré.
Notons que l'actuelle rue du Pressoir s'est d'abord appelée rue du Chaucheu, qui signifie pressoir en patois et provient du verbe latin calcare : fouler aux pieds.

## Histoire
Avant le développement de l’agglomération, le village de Laxou était situé à environ quatre kilomètres de Nancy. Il dépendait de la généralité et du bailliage de cette ville, et était régi par la coutume de Lorraine.

### Moyen Âge

#### XIIesiècle
Déjà occupée à l’époque mérovingienne, Laxou est citée pour la première fois en 1130 sous le nom de Larzuls.
L'abbaye de Clairlieu, sur la commune voisine de Villers-lès-Nancy, possédait également quelques droits à Laxou, surtout des vignes qui lui furent cédées lors de son installation vers 1150. Les Laxoviens avaient coutume de se rendre à Clairlieu les jours de fêtes.

#### Les Hospitaliers
Mathieu Ier de Lorraine favorisa l’installation d’une commanderie hospitalière de l’ordre de Saint-Jean de Jérusalem dans son duché. La commanderie est édifiée en 1140, en pleine campagne à proximité du faubourg Saint-Jean. Il en subsiste la tour de la commanderie Saint-Jean-du-Vieil-Aître, le plus vieil édifice de Nancy.
Les Hospitaliers ont construit au cours des siècles plusieurs bâtiments d’utilité publique qui étaient connus comme la commanderie de Laxou. Le principal était l’hôpital Saint-Jean Baptiste qui subsiste encore au 27-29 rue Édouard-Grosjean. Plusieurs anciennes maisons portent des croix de Malte sculptées sur les façades.
Simon II de Lorraine accorda aux Hospitaliers des droits seigneuriaux sur Laxou vers 1176, ils les conserveront jusqu'en 1789. Ils seront donc les principaux seigneurs de Laxou, partageant ce fief avec les familles de Lenoncourt et de Ludres.

#### XIIIesiècle
C'est à cette époque que se situe l'enlèvement de Ferry III de Lorraine dans les bois de Laxou. Alors qu'il revenait d'une chasse, Adrian des Armoises, seigneur de Maxéville le captura et l'enferma dans son château. Des années plus tard, il parvint à faire parvenir sa bague à la duchesse Marguerite par l'intermédiaire d'un couvreur qui avait été chargé d'entretenir le toit de sa prison. Celle-ci envoya une troupe de soldats libérer son époux ; Adrian des Armoises libéra le duc sans combattre.

#### XIVesiècle
En 1306, Henri II de Vaudémont ravage Laxou et Maréville ; en représailles, le duc Thiébaud II de Lorraine déclenchera la bataille de Pulligny, qu'il perdra.
La seigneurie de Laxou appartient d'abord aux ducs de Lorraine qui, à partir de la fin du XIVe siècle, en céderont progressivement la propriété. On a retrouvé des titres qui remontent à 1390.

#### XVesiècle
Lors de la bataille de Nancy opposant René II de Lorraine et Charles le Téméraire du 22 octobre 1476 au 5 janvier 1477, Laxou servait de camp aux Bourguignons. Le duc de Lorraine avait confié la garde de l'ancienne forteresse de Gondreville avec 400 hommes au bâtard de Vaudémont pendant qu'il cherchait à réorganiser une nouvelle armée. Le 1er novembre 1476 vers dix heures du soir, cette troupe traversa la forêt de Haye, surprit la garnison bourguignonne de Laxou et revint sans être inquiétée avec des prisonniers, 30 chevaux et du butin.
Après la victoire de René II, le village de Laxou sera exonéré de taille pendant plusieurs années.

### Temps modernes

#### XVIesiècle
Au XVIe siècle, le village est réputé à la cour de Lorraine pour ses vignobles et les parties de chasse, et les balades en forêt de Haye étaient fort prisées. C'était un lieu de passage sur l'axe Nancy-Toul-Paris.
Le 2 avril 1516, la duchesse Renée se rendant pour la première fois dans sa cité de Nancy, s'est arrêtée à Laxou pour se restaurer. Charmée par l'accueil des villageois, elle aurait offert un vitrail représentant saint René à l'église du village.
On dit également qu'elle aurait alors aboli une veille servitude qui obligeait les femmes de Laxou à aller battre l'eau d'une mare située place de la Carrière, lors de la nuit de noces des ducs. En effet, l'endroit était marécageux et il s'agissait de protéger le sommeil des souverains du coassement des grenouilles.
Cette anecdote est cependant probablement apocryphe. Nous ne connaissons en effet aucune source antérieure à un ouvrage paru à Toul en 1704 : L'origine de la très illustre maison de Lorraine avec un abrégé d'histoire de ses princes par le père Benoît Picart. C'est aussi ce livre qui nous informe que la réception de Laxou correspondait également à une servitude, qui aurait été encore une fois levée par la duchesse Renée. Mais là non plus, il n'existe aucune mémoire d'une telle réception avant 1516.
À partir du milieu du XVIe siècle, comme sur le reste du territoire lorrain, la situation se détériore gravement. Et Laxou aura notablement à souffrir des épidémies de peste et des exactions des gens de guerre qui traverseront son territoire à l'occasion des divers conflits qui ensanglanteront le duché.

#### XVIIesiècle
Le 16 septembre 1608, Babe du Puy du Foug, veuve de Jean de Lenoncourt, vend les droits seigneuriaux de la famille au duc de Lorraine pour la somme de 7 000 francs.
Lors du siège de Nancy par Louis XIII en 1633, des abattis ou remparts ont été installés pour bloquer l'accès aux troupes du duc de la Force. Ils ont laissé leur nom au sentier des Remparts. Le village de Laxou servit de cantonnement pour les armées françaises.
Dans les années 1635-1637, Laxou eut à souffrir des agissements de la garde écossaise du roi de France.

#### XVIIIesiècle
À la suite des guerres et des épidémies de peste des siècles passés, le village ne compte plus que 80 habitants au début du XVIIIe siècle. La situation économique va progressivement s'améliorer pendant tout le siècle.
Le 30 octobre 1697, le traité de Ryswick rend la Lorraine à la famille ducale après 50 ans d'annexion française. Les habitants de Laxou forment une compagnie pour aller accueillir le duc Leopold à Blâmont.
Avant 1705, sur la route de Nancy à Toul, la traversée de la forêt de Haye était périlleuse à cause des brigands. On dit même que le duc Leopold y fut victime d'une attaque, ce qui le conduisit à construire une levée du côté de Nancy, pour surélever la route par rapport aux sous-bois.
Mais c'est sous Stanislas que démarra en 1745 le comblement des fonds de Toul près du lieu-dit les Baraques, à la limite de Champigneulles, Laxou et Velaine-en-Haye. Le remblaiement de ces deux gouffres emploiera les corvéables des subdélégations de Nancy, Pont-à-Mousson, Vézelise et Lunéville. Ceux-ci étaient mobilisés pour deux ou trois semaines, parfois davantage. Ils étaient logés sur place, d'où le nom du lieudit et devaient fournir eux-mêmes les outils et animaux de traits. Les travaux dureront quinze ans, jusqu'en 1760. Ils permirent d'élever la route de 48 mètres au-dessus de son niveau précédent. Au XIXe siècle, on nommait encore « chemin de la Grande Corvée » le sentier qui avait été utilisé par les ouvriers pour venir se ravitailler au village.
Jusqu'ici, la route de Nancy à Toul passait par le Chemin Blanc correspondant aux actuelles rue du Petit-Arbois et rue du Plateau. En 1753, l'avenue de Boufflers est percée. Elle sera utilisée jusqu'en 1841, date où la route actuelle de Nancy à Toul sera construite.

### Révolution française et Empire
La Révolution de 1789 aura un faible impact sur la commune. Elle plante en 1791 son arbre de la liberté qui ombrage encore aujourd'hui la place du même nom.

### Époque contemporaine
En 1822, la commune compte 720 habitants, représentant 208 foyers et 169 habitations. Elle fait une surface de 16 585 hectares, dont 949 ha. en bois, 150 ha. en vigne, 80 ha. en terres de labours et 40 ha. en prés.
L'exploitation des carrières est ancienne à Laxou, et par exemple des pierres de la carrière du Grand Pourri ont été utilisées pour construire la basilique de Saint-Nicolas-de-Port au XVIe siècle ou la cathédrale de Nancy au XVIIIe. Mais c'est au XIXe siècle que leur exploitation atteint son apogée, avant de progressivement décliner à la suite de l'utilisation du ciment pour construire les immeubles.
Une autre activité importante à cette époque sont les mines de fer. Des « gueules jaunes » ont ainsi extrait la minette lorraine pendant trente ans à Laxou. Le minerai est découvert entre 1844 et 1848. Il est exploité par la société Dietrich de Lunéville à partir de 1868. L'entrée de la mine se faisait en haut de la rue de la Forêt et les galeries correspondaient avec Maxéville et Ludres. Le minerai était transporté sur des chariots jusqu'au canal de la Marne au Rhin, ou à la gare Saint-Georges quand la glace rendait la navigation impossible. Un chemin de fer est construit en 1881 pour parer à la destruction des routes par les chariots. Cette mine est fermée en 1891 ; aujourd'hui, l'ennoiement des galeries pose encore des problèmes d'affaissements de terrain.
À partir de 1850, on assiste au début de l'expansion démographique qui conduira à une multiplication par 17 de sa population en 1980. Après le traité de Francfort, environ 600 optants s'installeront dans la commune entre 1872 et 1886.
Au XXe siècle, important développement démographique avec la construction des quartiers des Provinces, puis de Champ-le-Bœuf.

## Politique et administration

### Liste des maires

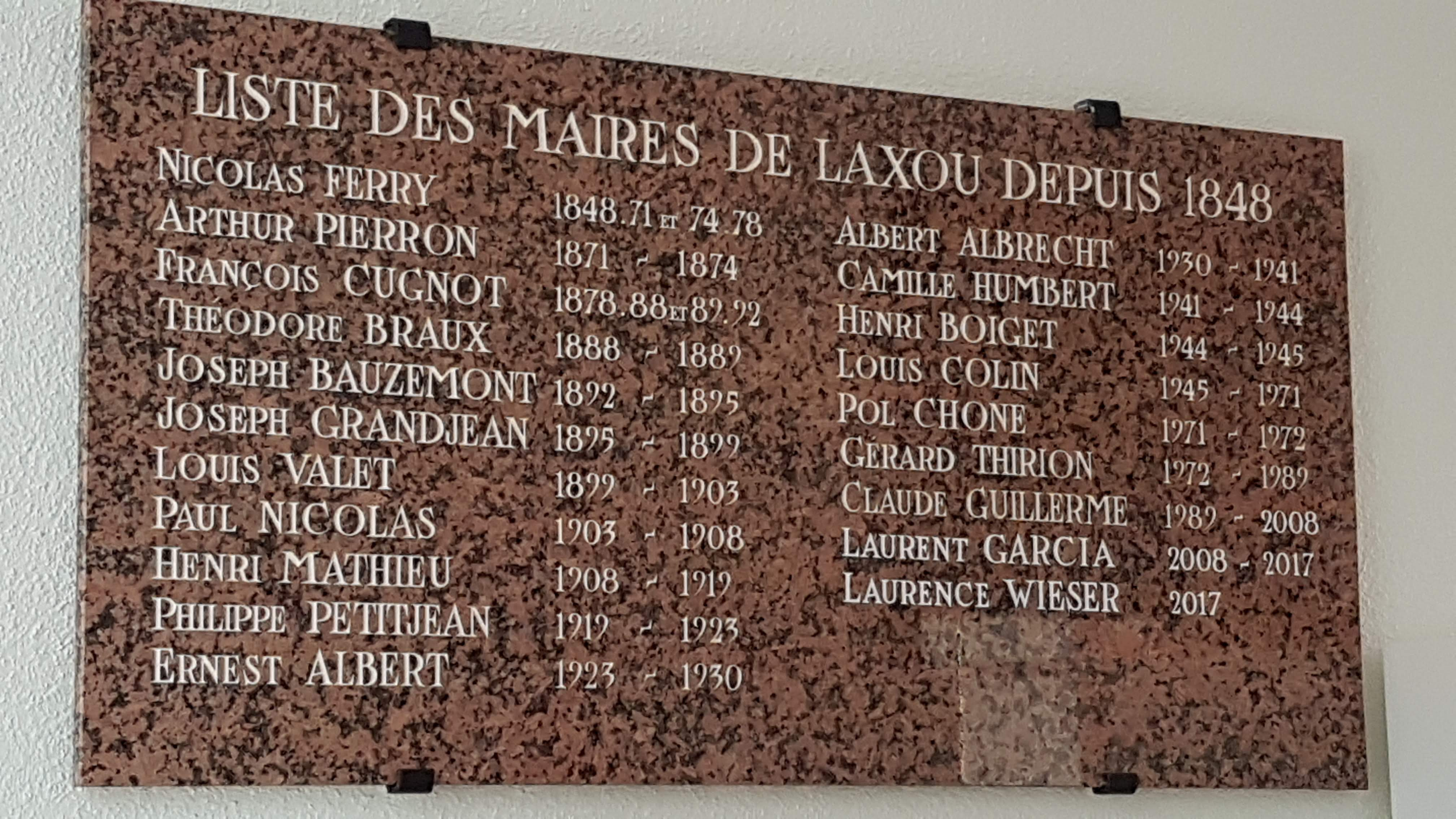
Plaque hall mairie - mai 2020.

| Période                                  | Période      | Identité         | Étiquette                                    | Qualité |
| ---------------------------------------- | ------------ | ---------------- | -------------------------------------------- | --- |
| 1903                                     | 1905         | Paul Nicolas     | Fraternité républicaine (radical-socialiste) | Verrier et dessinateur aux établissements Gallé                                                             |
| 195.                                     | 196.         | Louis Colin      |                                              | |
| 1971                                     | 1989         | Gérard Thirion   | DVG                                          | Inspecteur général des bibliothèques Conseiller général du canton de Pompey (1973-1976)                     |
| mars 1989                                | mars 2008    | Claude Guillerme | UDF puis UMP                                 | Directeur de l'Institut régional d'administration de Metz Conseiller général du canton de Laxou (1994-2008) |
| mars 2008                                | juillet 2017 | Laurent Garcia   | MoDem                                        | Ingénieur Député de la 2e circonscription de Meurthe-et-Moselle (2017-2020) Vice-président du Grand Nancy   |
| juillet 2017                             | juillet 2020 | Laurence Wieser  | DVD                                          | Rédactrice chargée d'affaires                                                                               |
| 28 juin 2020                             | En cours     | Laurent Garcia   | MoDem                                        | Ingénieur - ancien Député                                                                                   |
| Les données manquantes sont à compléter. |              |                  |                                              | |

### Situation administrative
Entre 1790 et 1794, Laxou absorbe Maréville et, avant 1806, Bathelémont.
La commune fait partie en 1801 du canton de Nancy-Nord, en 1973 du canton de Pompey et, depuis le 26 janvier 1982, du canton de Laxou.

### Jumelages
- Heubach (Allemagne) depuis 1964
- Andéramboukane (Mali) depuis 1999

## Population et société

### Démographie
La cité possédait 80 habitants au début du XVIIe siècle.
| 1360 | 1633 | 1635 | 1822 | 1881 | 1886 |
| ---- | ---- | ---- | ---- | ---- | ---- |
| 26   | 110  | 35   | 230  | 435  | 477  |

L'évolution du nombre d'habitants est connue à travers les recensements de la population effectués dans la commune depuis 1793. Pour les communes de plus de 10 000 habitants les recensements ont lieu chaque année à la suite d'une enquête par sondage auprès d'un échantillon d'adresses représentant 8 % de leurs logements, contrairement aux autres communes qui ont un recensement réel tous les cinq ans,.

En 2022, la commune comptait 15 126 habitants, en évolution de +5,62 % par rapport à 2016 (Meurthe-et-Moselle : −0,13 %, France hors Mayotte : +2,11 %).
| 1793 | 1800 | 1806 | 1821 | 1831  | 1836 | 1841  | 1846 | 1851  |
| ---- | ---- | ---- | ---- | ----- | ---- | ----- | ---- | ----- |
| 843  | 732  | 830  | 483  | 1 200 | 973  | 1 014 | 952  | 1 107 |

| 1856  | 1861  | 1872  | 1876  | 1881  | 1886  | 1891  | 1896  | 1901  |
| ----- | ----- | ----- | ----- | ----- | ----- | ----- | ----- | ----- |
| 2 110 | 2 507 | 2 640 | 3 038 | 3 107 | 3 326 | 3 494 | 3 725 | 3 925 |

| 1906  | 1911  | 1921  | 1926  | 1931  | 1936  | 1946  | 1954  | 1962   |
| ----- | ----- | ----- | ----- | ----- | ----- | ----- | ----- | ------ |
| 4 279 | 4 757 | 5 015 | 5 994 | 6 962 | 8 551 | 8 174 | 8 873 | 14 392 |

| 1968   | 1975   | 1982   | 1990   | 1999   | 2006   | 2011   | 2016   | 2021   |
| ------ | ------ | ------ | ------ | ------ | ------ | ------ | ------ | ------ |
| 15 898 | 16 766 | 17 018 | 15 490 | 15 288 | 15 359 | 14 681 | 14 321 | 14 671 |

| 2022   | - | - | - | - | - | - | - | - |
| ------ | - | - | - | - | - | - | - | - |
| 15 126 | - | - | - | - | - | - | - | - |

### Enseignement
Le lycée technique Héré est situé sur une des anciennes propriétés de Melchior de la Vallée, qui a ensuite été occupée par une confrérie qui y établit la chartreuse de Sainte-Anne. Les bâtiments furent convertis en hôpital après le déménagement de la chartreuse de Bosserville en 1666. Après la Seconde Guerre mondiale, un centre d'apprentissage y fut installé.

## Économie

### Secteur tertiaire
Laxou héberge plusieurs organisations professionnelles, et notamment l'ensemble des organisations agricoles de Lorraine et de Meurthe-et-Moselle :
- Chambres régionale et départementale d'Agriculture ;
- Chambre départementale des Métiers et de son centre de formation le CEPAL ;
- Centre consulaire de formation de la Chambre de Commerce et d'Industries ;
- Sièges de la Coopérative agricole lorraine ;
- Siège de la Fédération départementale des Syndicats d'Exploitants Agricoles ;
- Siège de Groupe CCI Formation 54 de la Chambre de commerce et d'industrie Grand Nancy Métropole Meurthe-et-Moselle.

## Culture locale et patrimoine

### Lieux et monuments

#### Édifices civils

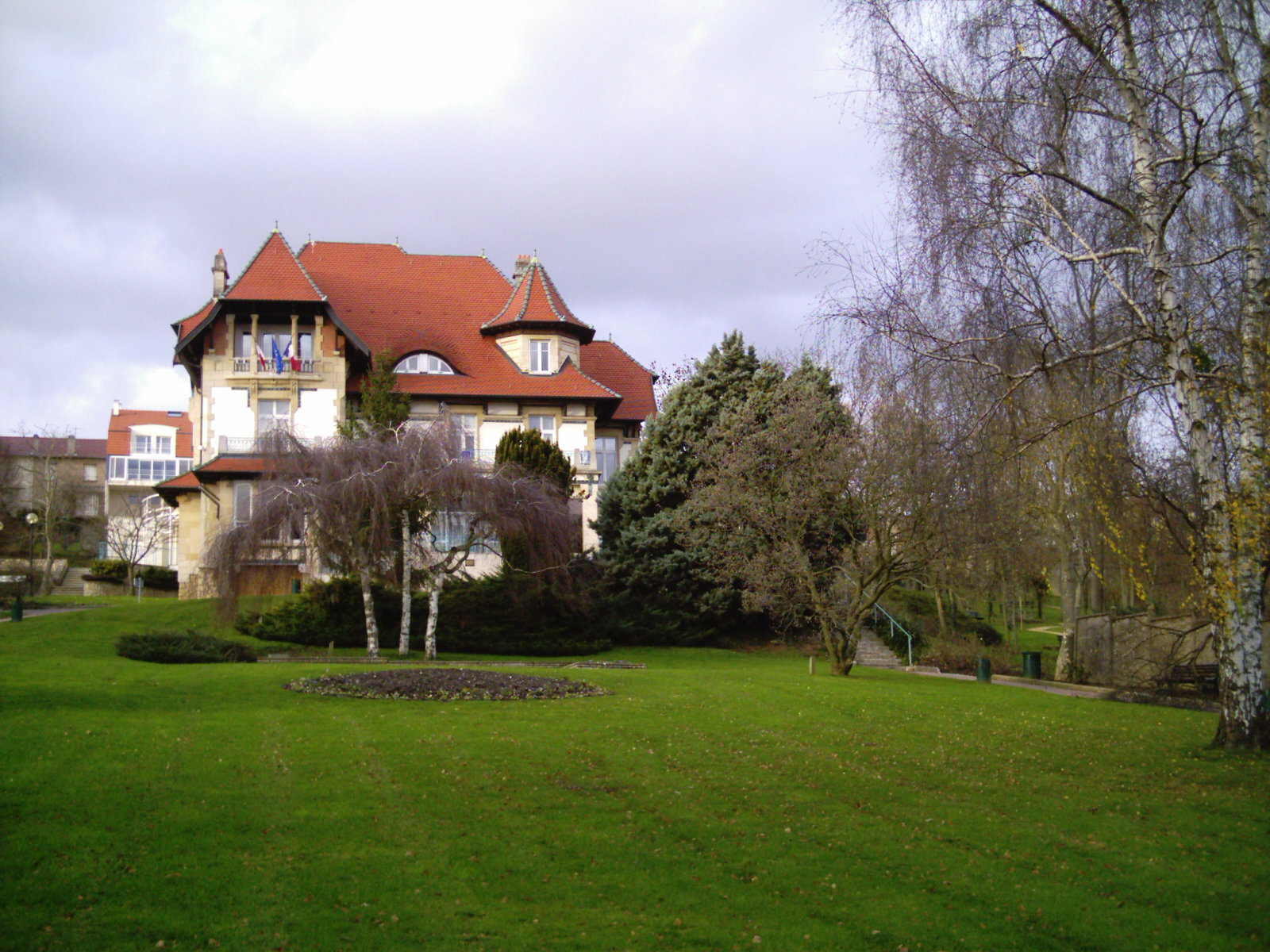
Hôtel de ville.

- L'hôtel de ville est une ancienne maison bourgeoise marquée par l'école de Nancy. Il possède un parc paysager. L'ancienne mairie-école avait été construite en 1857 place de la Liberté. Le bâtiment qui l'avait précédé était en face sur cette même place.

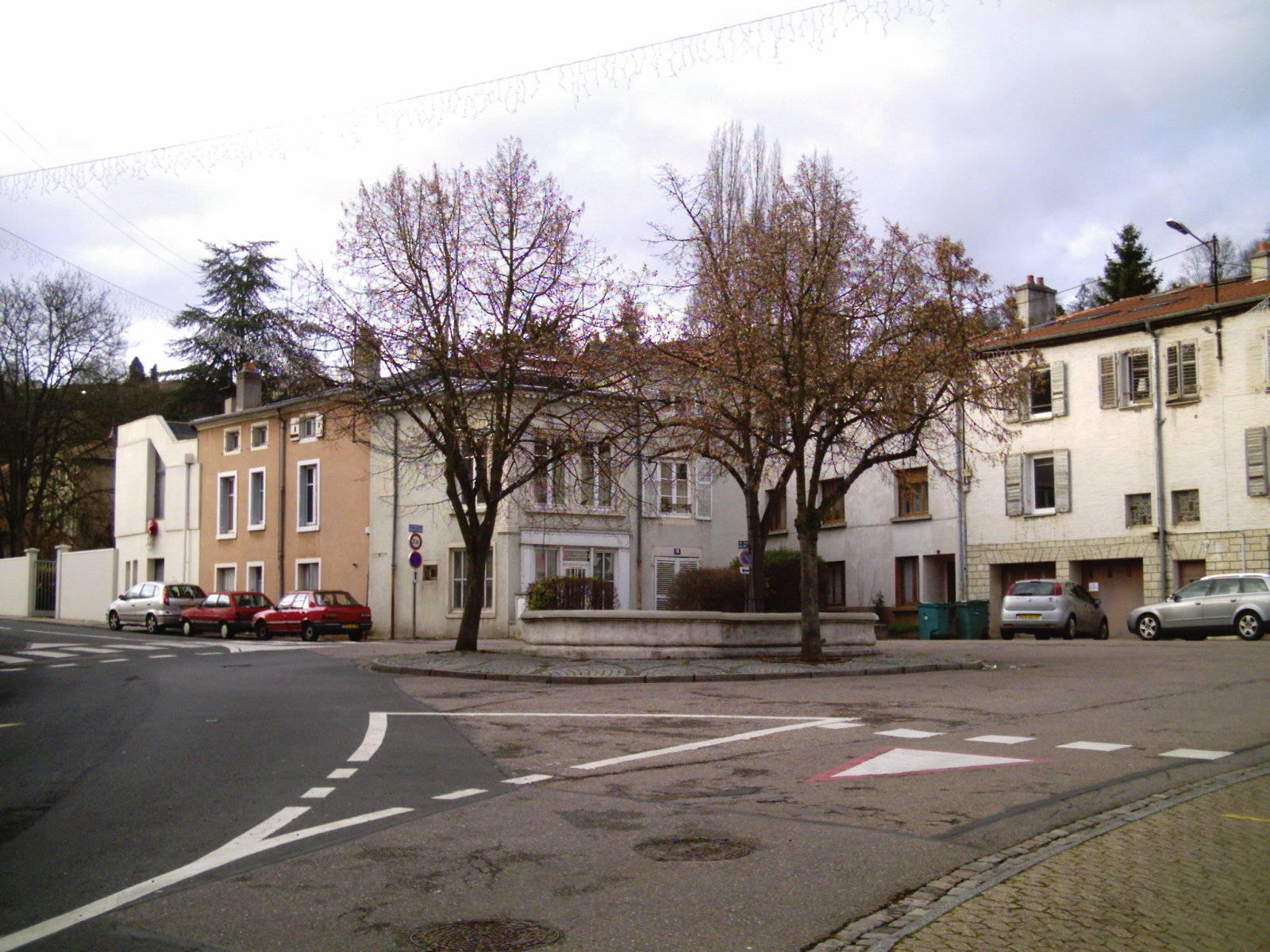
La place du Jet-d'Eau.

- La place du Jet-d'Eau a été construite en 1865.
- Une autre place compte une fontaine monumentale XIXe ; jet d'eau et aménagement ; paysager, fontaine XIXe dans le parc du Champ-de-Bœuf.
- En poursuivant par la rue Jules-Ferry, on aboutit à la place de la Liberté, elle possède encore son arbre de la liberté, planté en 1791[18]. Sur la gauche de cette place, on trouve l'ancienne mairie-école construite en 1857 et, à droite, un château d'eau construit en 1860.
- Porterie de l'hôpital de Maréville XIXe.
- Cimetière juif. Situé à l'ouest de la rue du Pressoir, ce cimetière avait vocation depuis 1286 d'enterrer les juifs du duché de Lorraine. Ce terrain avait été cédé par la commanderie Saint-Jean-Du-Vieil-Aître contre le paiement annuel d'une redevance. Il a été détruit après la bataille de Nancy, lorsque René II a expulsé les juifs du duché au motif qu'ils avaient commercé avec les Bourguignons. Le Musée lorrain possède des pierres tombales qui proviennent probablement de ce cimetière.

#### Édifices religieux

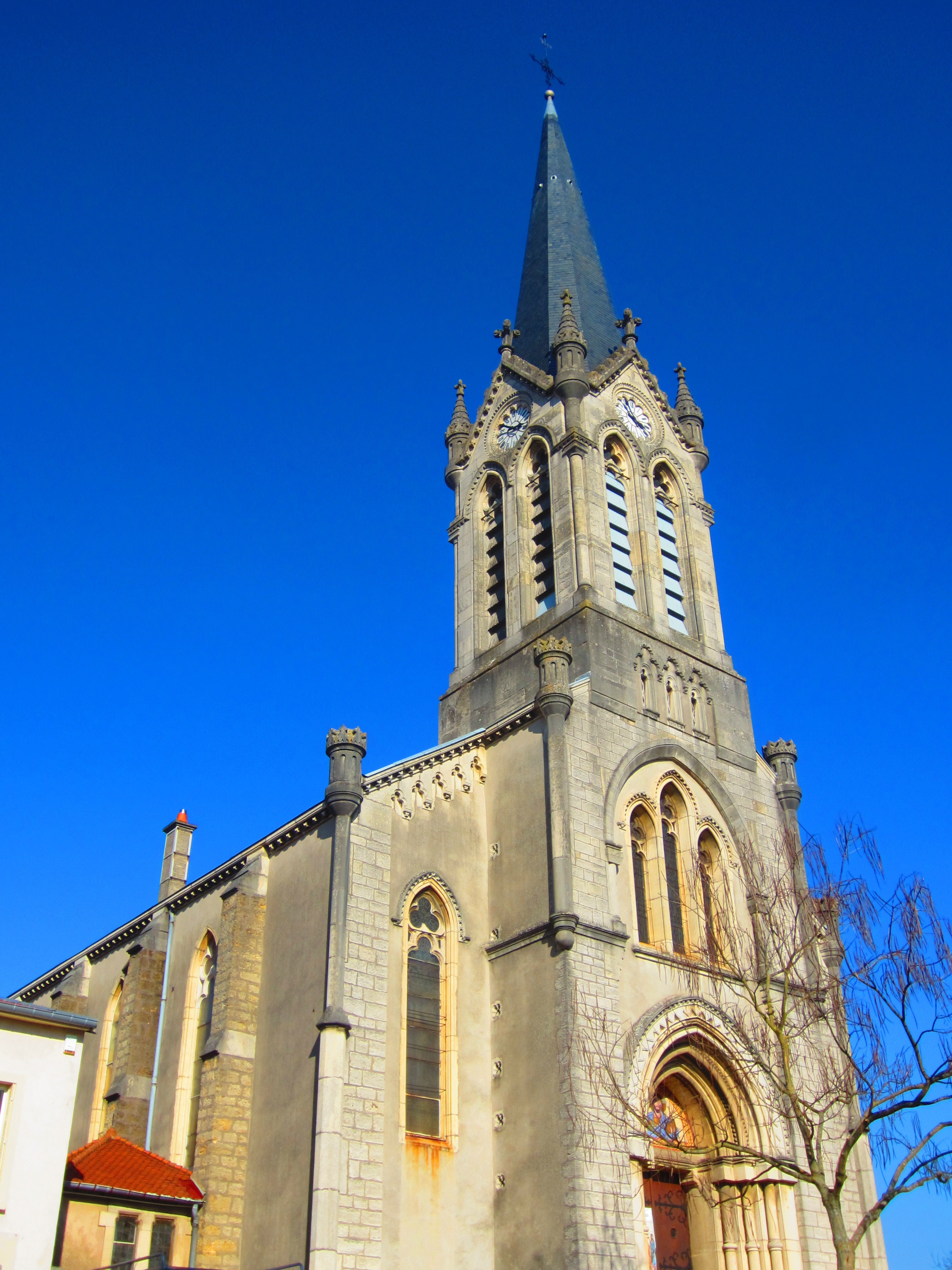
Église Saint-Genès.

- Au lieu-dit du Haut des vignes, la croix Saint-Claude date de 1586. Elle est aussi appelée croix des pestiférés car elle avait été édifiée par Jean Serre de Tonnoy pour apaiser le courroux divin, lors de la grande épidémie de peste de la fin du XVIe siècle. L'autel qui la supporte date de 1874[18].
- La croix de mission date de 1751. D'abord située place de la Liberté, elle fut déplacée rue Jules-Ferry en 1860 lors de la construction du château d'eau.
- Église Saint-Genès

Dédiée à saint Denis, elle a été bâtie en 1877. C'est la cinquième église construite à ce lieu. L'ancienne, construite à la fin du XVe siècle était décrite comme sans grand intérêt architectural en 1837 : elle possédait une nef unie, des fenêtres en plein cintre qui viennent d'être agrandies. L'autel, la chaire et les fonts baptismaux ont été sculptés par Victor Huel. Les orgues datent de 1880. Elles ont été restaurées en 1981.
Laxou est une chrétienté de l'abbaye de Clairlieu jusqu'en 1513 où elle dépend de la collégiale Saint-George de Nancy. Laxou dépendra ensuite de la paroisse Saint-Epvre de Nancy ; elle relève aujourd'hui de la paroisse Charles de Foucault.
- Église Saint-Jean-Baptiste quartier Champ-le-Bœuf.
- Église moderne Saint-Paul quartier Les Provinces, labellisée Architecture contemporaine remarquable.
- Chapelle Saint-Roch du centre psychothérapeutique de Nancy-Laxou.

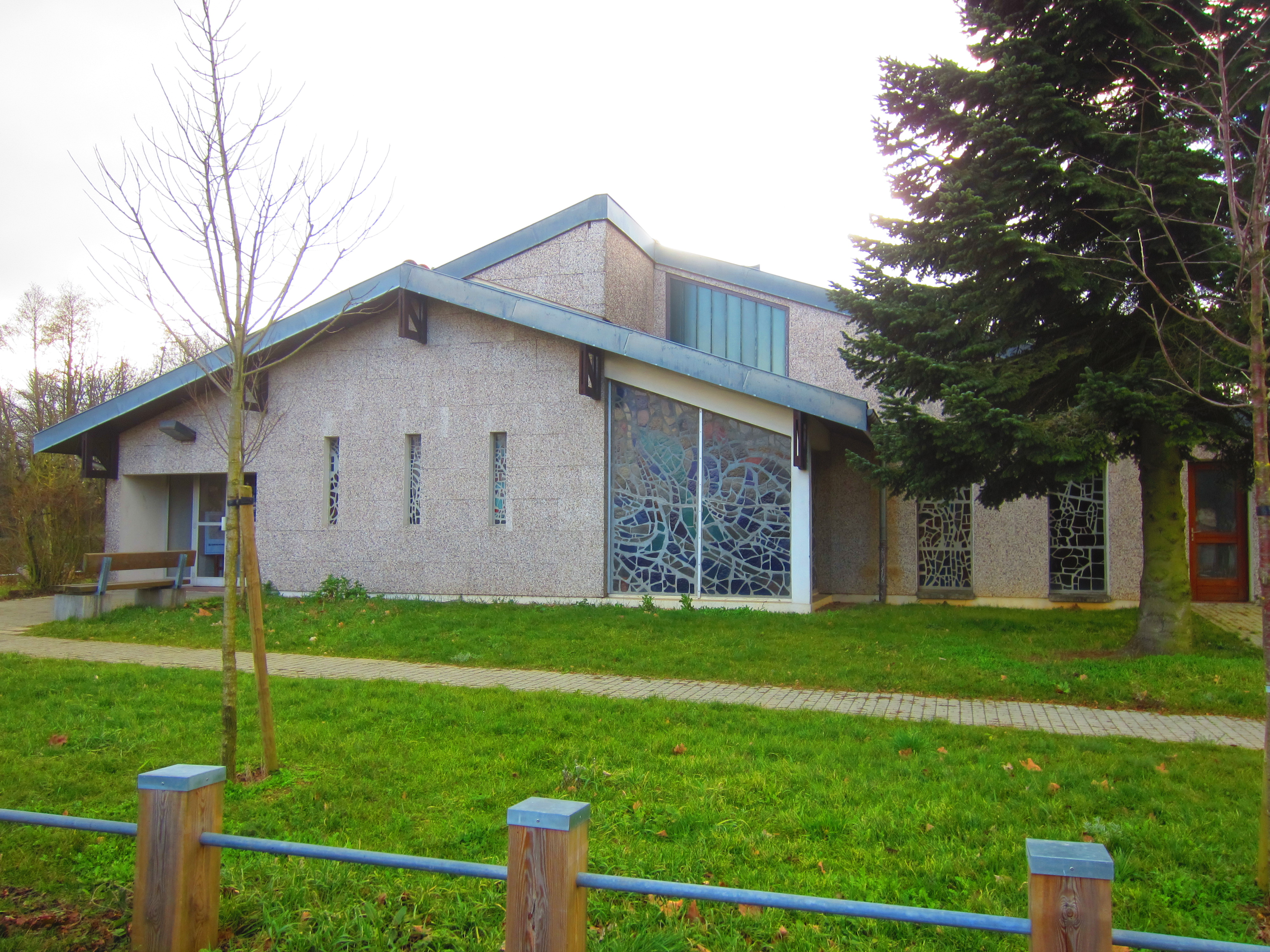
Église Saint-Jean-Baptiste quartier Champ-le-Bœuf.
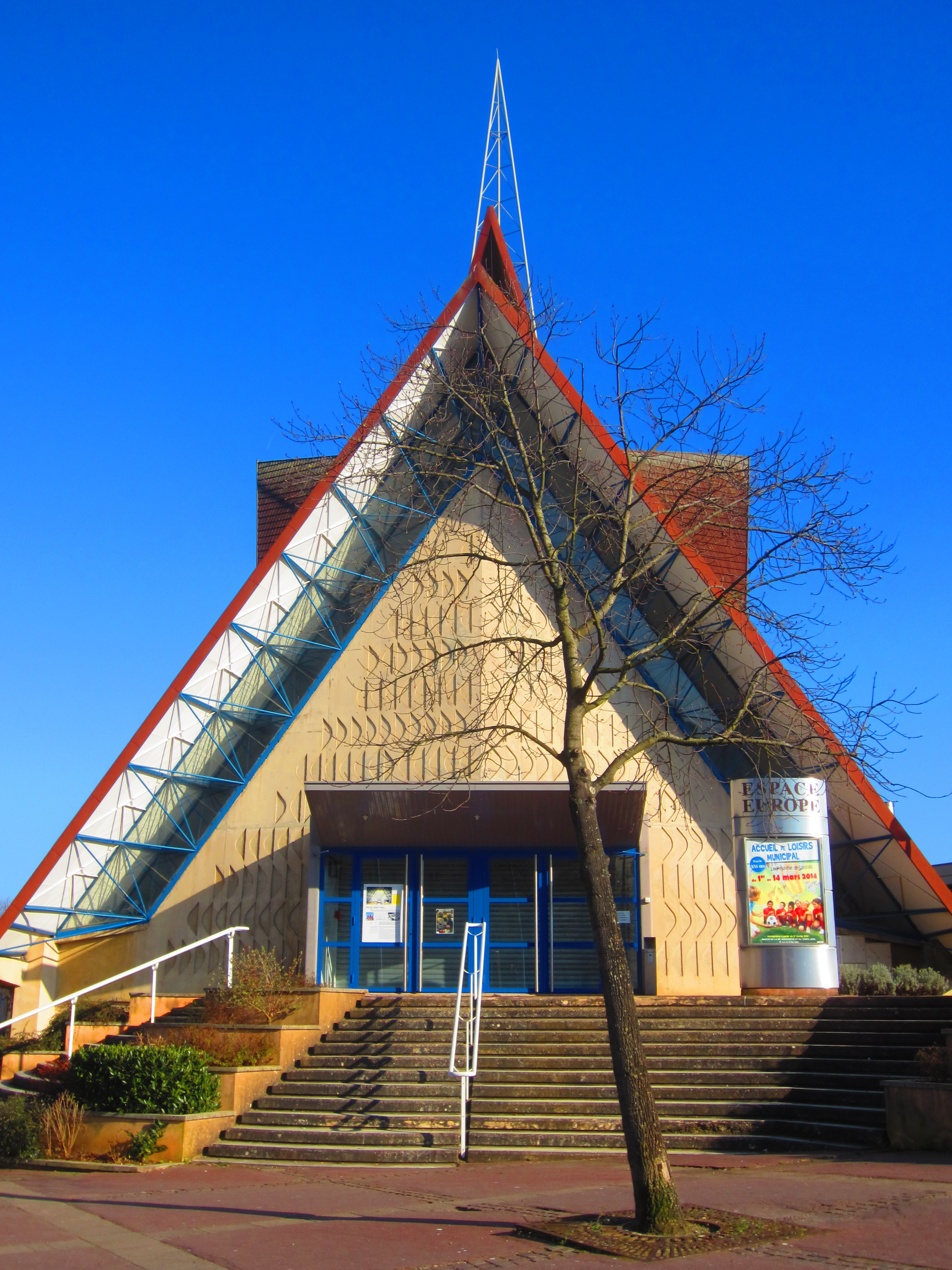
Église Saint-Paul quartier Les Provinces.
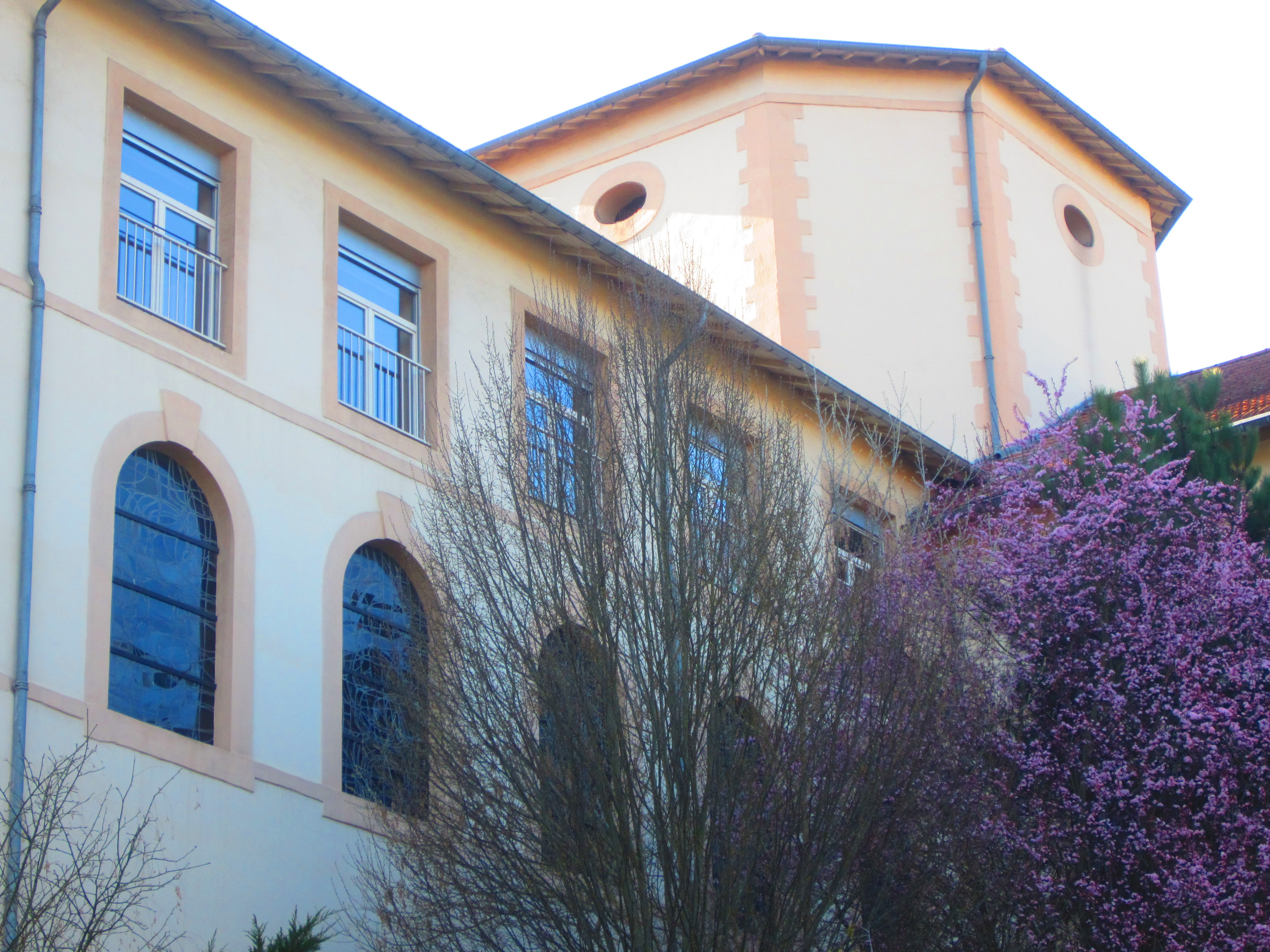
Chapelle Saint-Roch du centre psychothérapeutique de Nancy-Laxou.

### Équipements culturels
La ville de Laxou dispose d'une médiathèque qui, depuis 1991, abrite la Bibliothèque européenne du roman populaire. Elle accueille également le fonds spéléologique de la Ligue spéléologique lorraine.

### Patrimoine naturel
- Parc de loisirs du Champ-de-Bœuf (9 ha),
- Forêt domaniale de Haye (10 000 ha),
- Vergers et sentiers (12 km),
- Zone de loisirs de la Sapinière,
- Belvédère avec sa table d'orientation, qui surplombe l'avenue du Bois-Gronée.

### Personnalités liées à la commune

#### Personnalités nées à Laxou
- Oscar Lahalle (1833-1909), officier supérieur et peintre français.
- Pierre Mougin (1880-1955), céramiste français.
- André Loizillon (1904-1990), ingénieur français.
- Philippe Vichard (1931-2008), médecin chirurgien, Président de l'Académie nationale de chirurgie en 2008.
- Pierre Pleimelding (1952-2013), footballeur français.
- Chantal Arens (née en 1953), magistrate française, première présidente de la Cour de cassation de 2019 à 2022.
- Alice Botté (né en 1959), musicien, compositeur, producteur français.
- Laurent Petitgand (né en 1959), compositeur français.
- Fabrice Parme (né en 1966), auteur de bande dessinée français.
- Laurent Hénart (né en 1968), homme politique français.
- Nicolas Beaupré (né en 1970), historien français.
- Arnaud Vincent (né en 1974), pilote de vitesse moto.
- Marie Marchand-Arvier (née en 1985), skieuse alpine française.
- Rose-Claire Lyon (1986-2013), religieuse surnommée « Sourire de Jésus » née à Laxou, objet d'une réputation de sainteté.

- Éric Varoquaux (né en 1940), physicien.

#### Personnalités liées à Laxou
- Melchior de la Vallée (c.1580-1631), chanoine lorrain, demeurant au quartier Sainte-Anne de Laxou ;
- Bénédict Morel (1809-1873), directeur de l'asile psychiatrique de Maréville de 1848 à 1856 ;
- Séverin Ronga (1857-1931), bijoutier, mort à Laxou ;
- Marie Marvingt (1875-1963), aviatrice française, morte à Laxou ;
- Auguste Desch (1877-1924), artiste-peintre résidant et mort à Laxou ;
- Saint-Just Péquart (1881-1944), industriel, archéologue, préhistorien et mécène français ;
- Candice Didier (née en 1988), patineuse artistique.
- William Dessaint (1930-2013), ethnologue, a grandi à Laxou.

### Héraldique
| Blason de Laxou | Blason  | Parti : au premier de gueules au pic de carrier d'argent emmanché d'or, posé en barre et soutenu d'une grappe de raisin feuillée du même, au second aussi d'or au dauphin d'azur jaillissant d'argent et posé en pal.                                       |
| Blason de Laxou | Détails | Le blason rappelle les trois richesses traditionnelles de la cité : la mine de fer, la viticulture sur les coteaux et l'eau des sources pour les lavoirs et les blanchisseries ainsi qu'un ruisseau (l'asnée) s'écoulant dans la commune. Adopté vers 1965. |